# Patrick Itschert
Patrick Itschert (Overijse, 29 april 1953) is een Belgisch syndicalist en bestuurder.

## Levensloop
Itschert doorliep zijn middelbaar onderwijs aan het Sint-Jozefscollege te Aalst, vervolgens studeerde hij economie aan de Université libre de Bruxelles (ULB).
In 1979 ging hij aan de slag als medewerker en onderzoeker bij de Koning Boudewijnstichting. Vervolgens was hij in de periode 1980-'81 adviseur in het kabinet van minister van Begroting Guy Mathot (PS).
In 1981 ging hij aan de slag als adviseur bij het Instituut voor Textiel en Confectie (ITECO), van dit instituut was hij vanaf 1985 directeur. In 1991 werd hij vervolgens aangesteld als algemeen secretaris van de Europese Vakbondsfederatie voor Textiel, Kleding en Leder (ETUF:TCL), een functie die hij uitoefende tot 2011.
In februari 2009 werd hij daarnaast, na de dood van de Ier Neil Kearney, aangesteld als algemeen secretaris van de Internationale Vakbondsfederatie voor Textiel, Kleding en Leder (ITGLWF). In deze hoedanigheid werd hij in 2011 opgevolgd door de Duitser Klaus Priegnitz. Vervolgens werd Itschert op het EVV-congres te Athene in mei 2011 aangesteld als adjunct-algemeen secretaris.
Daarnaast is hij politiek actief voor de PS. Bij de gemeenteraadsverkiezingen van 2012 stond hij op de zesde plaats op de kieslijst te Ukkel. Hij werd niet verkozen.